# Kleiniella superba
Kleiniella superba är en insektsart som beskrevs av Aulmann 1912. Kleiniella superba ingår i släktet Kleiniella och familjen rundbladloppor.
Artens utbredningsområde är Tanzania. Inga underarter finns listade i Catalogue of Life.